# Alireza Rezaei
Alireza Rezaei (n. 11 iulie 1976, Teheran, Iran) este un luptător ce a reprezentat Iran, medaliat olimpic. A participat la o ediție a Jocurilor Olimpice (2004) în care a câștigat o medalie de argint.